# فهرست جایزه‌ها و نامزدی‌های کیت وینسلت
کیت وینسلت بازیگر انگلستانی است. او جوان‌ترین فردی است که هفت بار نامزد جایزه اسکار و یکی از معدود بازیگران زنی است که موفق به دریافت سه جایزه از چهار جایزه مهم جوایز سرگرمی آمریکا (که شامل یک جایزه امی، یک جایزه اسکار و یک جایزه گرمی است) شده‌است. او همچنین برنده جایزه‌های متعددی از انجمن بازیگران، آکادمی فیلم و تلویزیون بریتانیا و انجمن مطبوعات خارجی هالیوود و جایزه سزار در سال ۲۰۱۲ به صورت افتخاری شده‌است.
وینسلت برای عملکردش در فیلم کتاب‌خوان (۲۰۰۸)، جایزه اسکار بهترین بازیگر نقش اول زن را به‌دست‌آورد. او هم‌چنین برنده دو جایزه گلدن گلوب در همان سال شد؛ که یکی از آن‌ها جایزه بهترین بازیگر زن فیلم درام برای جاده انقلابی (۲۰۱۳) و دیگری جایزه بهترین بازیگر نقش مکمل زن برای کتاب‌خوان (۲۰۰۸) بود؛ که باعث تبدیل شدن وی، پس از جوآن پلورایت و سیگورنی ویور به سومین بازیگری که به این افتخارات دست پیدا کرده‌است. وینسلت موفق به کسب دو جایزه بفتا شده‌است؛ که یکی جایزه بهترین بازیگر نقش اول زن برای کتاب‌خوان (۲۰۰۸) و دیگری جایزه بفتا بهترین بازیگر نقش مکمل زن برای حس و حساسیت (۱۹۹۵) بود. او در مجموع شش بار نامزد جایزه اسکار، ده بار نامزد جایزه گلدن گلوب، و هفت بار نامزد جایزه بفتا شده‌است. وینسلت جوایز متعددی را نیز از دیگر سازمان‌ها دریافت کرده‌است، که شامل جایزه انجمن منتقدان فیلم لس‌آنجلس برای بهترین بازیگر نقش مکمل زن برای فیلم آیریس (۲۰۰۱) و جایزه انجمن بازیگران فیلم برای بهترین بازیگر نقش مکمل زن برای فیلم حس و حساسیت و کتاب‌خوان می‌شود.
وینسلت جوان‌ترین بازیگری است که در سن ۳۱ سالگی، نامزد دریافت پنج جایزه اسکار که آخرین آن برای فیلم بچه‌های کوچک (۲۰۰۶) بود، شده‌است. او از بت دیویس، که در سن ۳۳ سالگی پنجمین نامزدی جایزه اسکارش را برای عملکردش در فیلم روباه‌های کوچک (۱۹۴۱) دریافت کرده بود، پیشی گرفته‌است. با نامزدی وینسلت برای بهترین بازیگر زن برای فیلم کتاب‌خوان، او به جوان‌ترین بازیگر زنی تبدیل شد که نامزد دریافت شش جایزه اسکار شده‌است.
وینسلت موفق شد تا نامزد جایزه اسکار، به‌عنوان نسخه‌های جوان‌تر شخصیت‌های پیر فیلم‌ها که شامل نقش رز به همراه گلوریا استوارت در دوران پیری وی در فیلم تایتانیک (۱۹۹۷)، و هم‌چنین جودی دنچ در نقش اریس مرداک در فیلم اریس شود. این تنها نمونه‌ای از نسخه‌های جوان و مسن‌تر از یک شخصیت در فیلم است که هر دو نامزد جایزه اسکار شده‌اند؛ که باعث شد که وینسلت تنها بازیگری شود که دو بار نامزدی جایزه اسکار خود را با فردی دیگر که همان شخصیت را به تصویر می‌کشد به اشتراک بگذارد.

## جوایز مهم

### جوایز اسکار
| سال  | دسته‌بندی                  | اثر نامزدشده          | نتیجه    | منابع  |
| ---- | ------------------------- | --------------------- | -------- | ------ |
| ۱۹۹۵ | بهترین بازیگر نقش مکمل زن | عقل و احساس           | نامزدشده | [ ۹ ]  |
| ۱۹۹۷ | بهترین بازیگر نقش اول زن  | تایتانیک              | نامزدشده | [ ۱۰ ] |
| ۲۰۰۲ | بهترین بازیگر نقش مکمل زن | آیریس                 | نامزدشده | [ ۱۱ ] |
| ۲۰۰۴ | بهترین بازیگر نقش اول زن  | درخشش ابدی یک ذهن پاک | نامزدشده | [ ۱۲ ] |
| ۲۰۰۶ | بهترین بازیگر نقش اول زن  | بچه‌های کوچک           | نامزدشده | [ ۱۳ ] |
| ۲۰۰۸ | بهترین بازیگر نقش اول زن  | کتاب‌خوان              | برنده    | [ ۱۴ ] |
| ۲۰۱۵ | بهترین بازیگر نقش مکمل زن | استیو جابز            | نامزدشده | [ ۱۵ ] |

### جوایز آکادمی فیلم بریتانیا
| سال  | دسته‌بندی                  | اثر نامزدشده          | نتیجه    | منابع  |
| ---- | ------------------------- | --------------------- | -------- | ------ |
| ۱۹۹۶ | بهترین بازیگر نقش مکمل زن | عقل و احساس           | برنده    | [ ۱۶ ] |
| ۲۰۰۲ | بهترین بازیگر نقش مکمل زن | آیریس                 | نامزدشده | [ ۱۷ ] |
| ۲۰۰۵ | بهترین بازیگر نقش اول زن  | درخشش ابدی یک ذهن پاک | نامزدشده | [ ۱۸ ] |
| ۲۰۰۵ | بهترین بازیگر نقش اول زن  | در جستجوی ناکجاآباد   | نامزدشده | [ ۱۹ ] |
| ۲۰۰۷ | بهترین بازیگر نقش اول زن  | بچه‌های کوچک           | نامزدشده |        |
| ۲۰۰۹ | بهترین بازیگر نقش اول زن  | کتاب‌خوان              | برنده    | [ ۲۰ ] |
| ۲۰۰۹ | بهترین بازیگر نقش اول زن  | جاده انقلابی          | نامزدشده | [ ۲۰ ] |
| ۲۰۱۶ | بهترین بازیگر نقش مکمل زن | استیو جابز            | برنده    | [ ۲۰ ] |

### جوایز امی ساعات پربیننده
| سال  | دسته‌بندی                                   | اثر نامزد شده    | نتیجه    | منابع  |
| ---- | ------------------------------------------ | ---------------- | -------- | ------ |
| ۲۰۰۶ | بازیگر زن مهمان در مجموعه تلویزیونی کمدی   | سیاهی‌لشکر        | نامزدشده | [ ۲۱ ] |
| ۲۰۱۱ | بهترین بازیگر زن در مجموعه تلویزیونی کوتاه | میلدرد پیرس      | برنده    | [ ۲۲ ] |
| ۲۰۲۱ | بهترین بازیگر زن در مجموعه تلویزیونی کوتاه | میر اهل ایست‌تاون | برنده    | [ ۲۳ ] |
| ۲۰۲۱ | مجموعه تلویزیونی کوتاه برجسته              | میر اهل ایست‌تاون | نامزدشده | [ ۲۴ ] |

### جوایز گلدن گلوب
| سال  | دسته‌بندی                                | اثر نامزدشده          | نتیجه    | منابع  |
| ---- | --------------------------------------- | --------------------- | -------- | ------ |
| ۱۹۹۶ | بهترین بازیگر نقش مکمل زن               | عقل و احساس           | نامزدشده | [ ۲۵ ] |
| ۱۹۹۸ | بهترین بازیگر زن فیلم درام              | تایتانیک              | نامزدشده | [ ۲۶ ] |
| ۲۰۰۲ | بهترین بازیگر نقش مکمل زن               | آیریس                 | نامزدشده | [ ۲۷ ] |
| ۲۰۰۵ | بهترین بازیگر زن - فیلم موزیکال یا کمدی | درخشش ابدی یک ذهن پاک | نامزدشده | [ ۲۸ ] |
| ۲۰۰۷ | بهترین بازیگر زن فیلم درام              | بچه‌های کوچک           | نامزدشده | [ ۲۹ ] |
| ۲۰۰۹ | بهترین بازیگر زن فیلم درام              | جاده انقلابی          | برنده    | [ ۳۰ ] |
| ۲۰۰۹ | بهترین بازیگر نقش مکمل زن               | کتاب‌خوان              | برنده    | [ ۳۰ ] |
| ۲۰۱۲ | بهترین بازیگر نقش زن برای سریال کوتاه   | میلدرد پیرس           | برنده    | [ ۳۱ ] |
| ۲۰۱۲ | بهترین بازیگر زن - فیلم موزیکال یا کمدی | کشتار                 | نامزدشده | [ ۳۱ ] |
| ۲۰۱۴ | بهترین بازیگر زن فیلم درام              | روز کارگر             | نامزدشده | [ ۳۲ ] |
| ۲۰۱۶ | بهترین بازیگر نقش مکمل زن               | استیو جابز            | برنده    | [ ۳۳ ] |
| ۲۰۲۲ | بهترین مینی‌سریال                        | میر اهل ایست‌تاون      | نامزدشده | [ ۳۴ ] |
| ۲۰۲۲ | بهترین بازیگر زن                        | میر اهل ایست‌تاون      | برنده    | [ ۳۴ ] |

### جوایز گرمی
| سال  | دسته‌بندی                    | اثر نامزدشده     | متیجه | منابع  |
| ---- | --------------------------- | ---------------- | ----- | ------ |
| ۲۰۰۰ | بهترین آلبوم شنیداری کودکان | به قصه‌گو گوش بده | برنده | [ ۳۵ ] |

### جوایز انجمن بازیگران فیلم
| سال  | دسته‌بندی                              | اثر نامزدشده          | نتیجه    | منابع  |
| ---- | ------------------------------------- | --------------------- | -------- | ------ |
| ۱۹۹۶ | بهترین بازیگر نقش مکمل زن             | عقل و احساس           | برنده    | [ ۳۶ ] |
| ۱۹۹۶ | گروه بازیگران برجسته                  | عقل و احساس           | نامزدشده | [ ۳۶ ] |
| ۱۹۹۸ | بهترین بازیگر نقش اول زن              | تایتانیک              | نامزدشده | [ ۳۷ ] |
| ۱۹۹۸ | گروه بازیگران برجسته                  | تایتانیک              | نامزدشده | [ ۳۷ ] |
| ۲۰۰۱ | بهترین بازیگر نقش مکمل زن             | قلم‌پرها               | نامزدشده | [ ۳۸ ] |
| ۲۰۰۵ | بهترین بازیگر نقش اول زن              | درخشش ابدی یک ذهن پاک | نامزدشده | [ ۳۹ ] |
| ۲۰۰۵ | گروه بازیگران برجسته                  | در جستجوی ناکجاآباد   | نامزدشده | [ ۳۹ ] |
| ۲۰۰۷ | بهترین بازیگر نقش اول زن              | بچه‌های کوچک           | نامزدشده | [ ۴۰ ] |
| ۲۰۰۹ | بهترین بازیگر نقش اول زن              | جاده انقلابی          | نامزدشده | [ ۴۱ ] |
| ۲۰۰۹ | بهترین بازیگر نقش مکمل زن             | کتاب‌خوان              | برنده    | [ ۴۱ ] |
| ۲۰۱۲ | بهترین بازیگر نقش زن برای سریال کوتاه | میلدرد پیرس           | برنده    | [ ۴۲ ] |
| ۲۰۱۶ | بهترین بازیگر نقش مکمل زن             | استیو جابز            | نامزدشده | [ ۴۳ ] |
| ۲۰۲۲ | بهترین بازیگر زن در مینی‌سریال         | میر اهل ایست‌تاون      | برنده    | [ ۴۴ ] |